# فريدي رودريغيز
فريدي رودريغيز (بالإنجليزية: Freddie Rodriguez)‏ هو سياسي أمريكي، ولد في 8 سبتمبر 1965 في بومونا في الولايات المتحدة. حزبياً، نشط في حزب كاليفورنيا الديمقراطي ‏. وقد انتخب عضو جمعية ولاية كاليفورنيا.

## وصلات خارجية
- الموقع الرسمي